# Julian Triana
Julian Felipe Triana Vargas (Bogotá, Colombia, 16 de octubre de 1994) es un abogado y político colombiano, graduado de la Universidad Sergio Arboleda. Fue edil de Fontibon y actualmente ejerce como concejal de Bogotá.
Es conocido por su activismo político en redes sociales. En 2019 se postuló con éxito para el cargo de edil en la localidad de Fontibón, como candidato de la lista de Alianza Verde, obteniendo 3.489 votos con los cuales quedó electo. 
Triana es reconocido por su presencia como influencer y creador de contenido en la plataforma TikTok, abordando temas de interés político. Su cuenta en dicha red social cuenta con casi 300 mil seguidores.

## Trayectoria política

### Edil de Fontibon
Julian fue elegido el domingo 27 de octubre de 2019 como Edil de la Junta Administradora Local de Fontibon, después de haber obtenido 3.465 votos, siendo la tercera mayor votación de la localidad en esas elecciones.
Durante su periodo como Edil, Julian lideró exitosamente el proyecto de construcción de la Biblioteca Pública de Fontibón.
Otro de los logros de su gestión fue la creación de la primera Mesa Local de Huerteros y Huerteras de Fontibón.

### Concejo de Bogotá
En el 2023, Julian formalizó su intención de postularse como candidato al Concejo de Bogotá mediante la publicación de un video en sus redes sociales. 
Como parte de su campaña electoral, Julian inició el BogotaLab, un "laboratorio ciudadano" destinado a evaluar el plan de gobierno de los candidatos a la alcaldía de Bogotá. En este, Julian y su grupo de voluntarios llevaron a cabo entrevistas con los candidatos por la alcaldía de Bogotá en librerías de la ciudad.
En el marco del BogotaLab, se realizaron entrevistas a los candidatos Carlos Fernando Galán del Nuevo Liberalismo, Gustavo Bolívar del Pacto Histórico y Jorge Enrique Robledo de Dignidad y Compromiso. Después de un análisis exhaustivo, el equipo de BogotaLab tomó la decisión de respaldar la candidatura de Carlos Fernando Galán a la Alcaldía de Bogotá. 
En las elecciones locales de Bogotá, celebradas el domingo 29 de octubre de 2023, Julián fue elegido como concejal de la ciudad. Su candidatura recibió el respaldo de 33,428 ciudadanos, asegurándole el quinto puesto entre los candidatos más votados para el Concejo de Bogotá. Julián fue el candidato más votado en la lista del Partido Verde. Luego de su elección, fue felicitado por parte del Presidente Gustavo Petro en la red social X.
Como concejal electo, adoptó una postura crítica dentro de su partido, oponiéndose a que se declarará como bancada de gobierno en el concejo. Diciendo que la mejor decisión para el partido sería declararse como independiente. 